# Lindsay Farris
Lindsay Kee Farris-Suters (Kogarah, Sídney; 18 de octubre de 1985) es un actor, músico y autor australiano, conocido por sus interpretaciones en teatro.

## Biografía
Estudió en el Central Coast Conservatorium of Music y en Newtown High School of the Performing Arts.
Comenzó su entrenamiento en actuación con el New South Wales State Drama Company, donde se fue de tour a Sídney, Europa e Inglaterra. También se entrenó en el National Institute of Dramatic Arts Young Actors Studio.
Es amigo del surfista Sunny Abberton.

## Carrera
Lindsay es fundador y director artístico del National Youth Theatre Company.
En 2005 apareció como invitado en la serie australiana All Saints donde interpretó a Wayne Moore, anteriormente había aparecido por primera vez en la serie en el 2003 donde interpretó a Nicholas Palmer en el episodio "All Our Tomorrows".
En 2006 escribió la obra Sugar Bowl and Touch y A Young Actor's Guide to Becoming a Wanker.
En 2014 apareció en la película Parer's War donde interpretará a Max Dupain.
En 2016 apareció como invitado en varios episodios de la popular serie australiana Home and Away donde interpreta al fotógrafo Dom Loneragan, un amigo de Ricky Sharpe que tiene una breve relación con Phoebe Nicholson hasta junio de ese año, después de que su personaje decidiera irse de la bahía luego de que Phoebe terminara con él.

## Filmografía

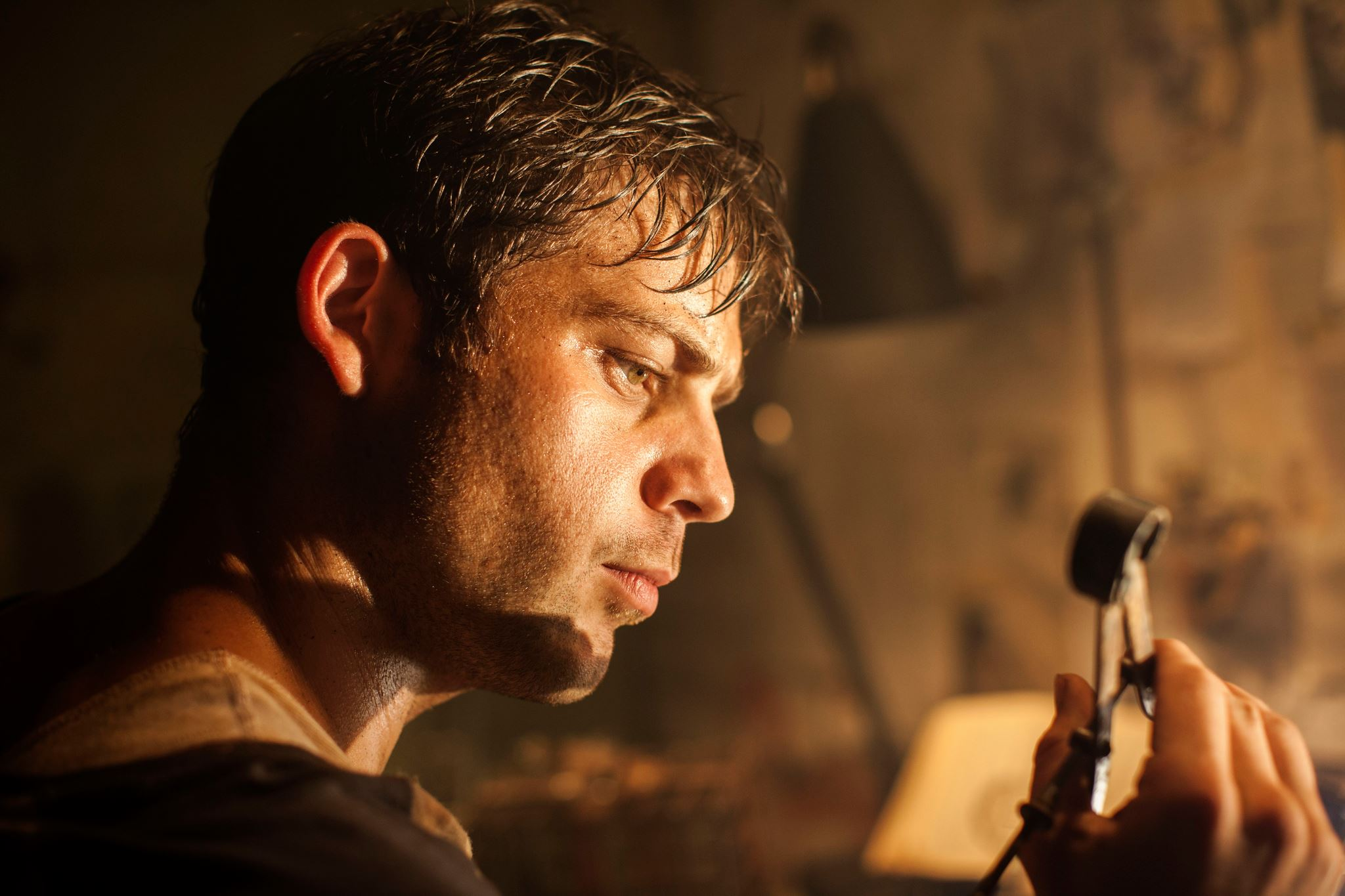
Lindsay durante una escena del corto "Shift" en 2013.

### Series de televisión
|  | Año  | Serie              | Personaje      | Notas                           |
|  | ---- | ------------------ | -------------- | ------------------------------- |
|  | 2018 | Sisters            | Carl Logan     | 7 episodios                     |
|  | 2016 | Home and Away      | Dom Loneragan  | 11 episodios                    |
|  | 2015 | Winter             | Martin Jenkins | 4 episodios - miniserie         |
|  | 2014 | The Code           | Dean           | 5 episodios                     |
|  | 2011 | Rescue Special Ops | Shane          | episodio "Stolen"               |
|  | 2009 | My Place           | Earl           | episodio "1798: Sam"            |
|  | 2007 | Sea Patrol         | Simon Connor   | episodio "Deep Water"           |
|  | 2005 | Blue Water High    | Cal            | episodio "Brothers and Sisters" |
|  | 2005 | All Saints         | Wayne Moore    | episodio "Funny Games"          |
|  | 2003 | The Sleepover Club | Wolf           | 3 episodios                     |

### Películas
| Año  | Título             | Personaje         | Notas |
| ---- | ------------------ | ----------------- | --- |
| 2015 | Virtuoso           | -                 | junto a Nico Mirallegro, Alex Lawther, François Civil, Conrad Khan, Peter Macdissi y Freya Mavor               |
| 2014 | Observance         | Parker            | junto a Stephanie King, Brendan Cowell, John Jarratt, Benedict Hardie y Tom O'Sullivan                         |
| 2014 | Parer's War        | Max Dupain        | junto a Matthew Le Nevez, Luke Ford, Khan Chittenden, Nicholas Bell, Ian Meadows, Rob Carlton y Nathaniel Dean |
| 2013 | Chicom             | Charlie           | corto - junto a Toby Schmitz, Matthew Backer y Zoe Kelly                                                       |
| 2013 | Shift              | Adam              | corto - junto a Shameer Birges, Chloe Schwank y Rob Flanagan                                                   |
| 2013 | Agent Provocateur  | Ljubo             | corto - junto a Jaz Spelic, Jane Parker y Daniel Martin                                                        |
| 2011 | Crosshairs         | Beau              | corto - junto a Luke Ledger y Michael Muntz                                                                    |
| 2010 | Bad Behaviour      | Peterson          | junto a John Jarratt, Dwaine Stevenson y Robert Coleby                                                         |
| 2010 | Primal             | Chad              | junto a Zoe Tuckwell-Smith, Wil Traval y Krew Boylan                                                           |
| 2008 | Radio Pirates      | Richard           | corto - junto a Melanie Vallejo                                                                                |
| 2008 | The Ground Beneath | Amigo del Hermano | corto - junto a Rahel Abdulrahman, Paul Tassone, Sean Fennell y Tom Green                                      |
| 2005 | Splintered         | Gavin             | corto - junto a Adrian Auld, John Batchelor y James Caitlin                                                    |
| 2003 | Marking Time       | Estudiante        | junto a Abe Forsythe, Bojana Novakovic, Matthew Le Nevez, Abbie Cornish y Gyton Grantley                       |

### Teatro
| Año  | Obra                                      | Personaje     | Director         | Teatro                      | Notas                                              |
| ---- | ----------------------------------------- | ------------- | ---------------- | --------------------------- | -------------------------------------------------- |
| 2014 | Noises Off                                | -             | Jonathan Biggins | Sydney Theatre              | junto a Marcus Graham y Ron Haddrick               |
| 2013 | Hamlet                                    | -             | Damien Ryan      | Riverside Theatre           | junto a Takaya Honda, James Lugton y John Turnbull |
| 2011 | Edward Gant's Amazing Feats of Loneliness | Nicholas Ludd | -                | Sídney y La Boite Theatre   | junto a Paul Bishop y Emily Tomlins                |
| 2009 | The Little Dog Laughed                    | Alex          | -                | Ensemble Theatre            | -                                                  |
| 2009 | Inside Out                                | Simon         | -                | -                           | -                                                  |
| 2009 | The Keeper                                | Hombre        | -                | -                           | -                                                  |
| 2008 | Blowing Whistles                          | Mark          | -                | Focus y Belvoir St. Theatre | -                                                  |
| 2007 | Emergence                                 | Ram           | -                | -                           | -                                                  |
| 2007 | Love of the Nightingale                   | Tereus        | -                | NIDA                        | -                                                  |
| 2007 | One in a Hundred                          | Simon         | -                | The Street Theatre Company  | -                                                  |
| 2006 | Birds of Passage                          | -             | -                | The Street Theatre Company  | -                                                  |
| 2005 | Saving Cal and Mindi                      | -             | -                | -                           | -                                                  |
| 2005 | Verbal Combat                             | -             | -                | -                           | -                                                  |
| 2004 | Seven Little Australians                  | -             | -                | New Theatre                 | -                                                  |
| 2004 | I'm Not Rappaport                         | Gilley        | -                | Ensemble Theatre            | -                                                  |
| 2003 | Hamlet                                    | Hamlet        | -                | NIDA                        | -                                                  |
| 2002 | Hello Dolly                               | Barnaby       | -                | The Production Company      | -                                                  |
| -    | A Property of the Clan                    | -             | -                | -                           | -                                                  |
| -    | The Norman Conquests                      | -             | -                | -                           | -                                                  |

## Premios y nominaciones
| Año  | Categoría  | Premio                              | Película      | Resultado |
| ---- | ---------- | ----------------------------------- | ------------- | --------- |
| 2010 | Best Actor | BloodFest Fantastique Film Festival | Primal        | Nominado  |
| 2010 | Best Actor | Melbourne Underground Film Festival | Bad Behaviour | Ganador   |
| 2005 | Best Actor | In The Bin Film Festival            | Splintered    | Ganador   |
| 2004 | Best Actor | Bondi Short Film Festival           | Splintered    | Ganador   |